# Brian Ray
Brian Thomas Ray (Los Angeles, 4 de janeiro de 1955) é um cantor, compositor, guitarrista e baixista americano.
Mais conhecido pelo seu trabalho como guitarrista e baixista com Paul McCartney, apesar de ter um extensa lista de artistas com quem trabalhou, além de seu trabalho solo.

## Infância
Brian cresceu no Sul da Califórnia. Brian começou a tocar guitarra com 9 anos, sua irmã mais velha, Jean, estimulou seu interesse pelo rock através de sua coleção de discos. Ela era "provavelmente a pessoa mais importante e influente" no início da vida de Brian.

## Carreira
Em 1973, logo após terminar o ensino médio, Ray começou sua carreira musical como parte de Bobby Pickett e Crypt Kicker Five, tocando o "Monster Mash" em um benefício de angariação de fundos organizada pelo e para Phil Kaufman. Kaufman tomou Ray e viria a apresentá-lo a cantora Etta James em um ensaio, assim como James estava à beira de um retorno na carreira. Essa breve introdução acabaria por levar a 14 anos de carreira de Ray como diretor musical Etta James e guitarrista. Enquanto trabalhava com Etta, Brian também dividiu o palco com outros músicos com Keith Richards, Santana, Joe Cocker, Bonnie Raitt, John Lee Hooker e Bo Diddley. Nesse tempo ele também se focou mais em compor músicas. Brian passou o fim dos anos 80 tocando com artistas como Peter Frampton, Rita Coolidge, Michael Steele e Steve LeGassick, com quem virou parceiro de compor músicas por 13 anos. Foi essa parceria em composição com LeGassick que criaria o sucesso de 1987 Smokey Robinson premiado "One Heartbeat".
Antes de trabalhar com Paul McCartney em 2002, Brian estava trabalhando em uma turnê pela França com dois artistas franceses, Mylène Farmer e Johnny Hallyday. Abe Laboriel Jr. que já havia trabalhado com Brian, mencionou que Paul McCartney estava em busca de um guitarrista que poderia facilmente alternar entre baixo e guitarra. Após o encontro com o produtor de McCartney para Driving Rain, David Kahne, Ray se juntou a Paul McCartney para o Halftime show no Super Bowl XXXIX, em 2002.
Ray se juntou ao resto da banda de Paul McCartney para a turnê Driving Rain, divulgando o álbum Driving Rain.  A partir de então, ele tem aparecido nos álbuns a solo de McCartney, como Back in the World, Back in the U.S. and Memory Almost Full, bem como o três DVD de Paul: Paul McCartney in Red Square, The Space Within US e Good Evening New York City.

### Carreira solo
Após décadas tocando, gravando e escrevendo com muitos artistas, Brian Ray lançou seu primeiro álbum solo, Mondo Magneto, no dia 16 de outubro de 2006, através de sua gravadora Whooray Records.
"As pessoas sempre me perguntaram quando eu ia fazer minhas próprias coisas", Ray disse: "Eu acho que eu estava ocupado."
Músicos no Mondo Magneto incluem Scott Shriner do Weezer, Davey Faragher da banda de Elvis Costello, bem como Abe Laboriel Jr., Wix Wickens e Rusty Anderson, da banda de Paul McCartney.
Quando Brian perguntou a cantora de blues e ex-chefe de Etta James, se ela iria cantar com ele no álbum sua resposta foi simples e imediata - "Eu vou fazer de tudo por Brian."
Em abril de 2009, Ray revelou que ele estava trabalhando em um segundo álbum, intitulado This Way Up. E em 9 de agosto de 2010 Brian o lançou.

## Discografia
| Ano  | Álbum                                   | Artista                  | Notas                                                   |
| ---- | --------------------------------------- | ------------------------ | ------------------------------------------------------- |
| 1976 | Etta Is Betta Than Evvah                | Etta James               |                                                         |
| 1977 | Crackin'                                | Crackin'                 |                                                         |
| 1978 | The Reggie Knighton Band                | The Reggie Knighton Band |                                                         |
| 1978 | Deep in the Night                       | Etta James               |                                                         |
| 1981 | Hot Spot                                | Steve Goodman            |                                                         |
| 1987 | One Heartbeat                           | Smokey Robinson          |                                                         |
| 1989 | Joy                                     | Crystal Lewis            |                                                         |
| 1992 | Backstreets of Desire                   | Willy DeVille            |                                                         |
| 1992 | Love Lessons                            | Rita Coolidge            |                                                         |
| 1994 | Live from San Francisco                 | Etta James               | Álbum ao vivo; co- produtor e diretor musical, guitarra |
| 1995 | Loup Garou                              | Willy DeVille            |                                                         |
| 1996 | Greatest Hits                           | Brenda Russell           | Compositor, produtor e guitarrista                      |
| 1998 | Johnny allume le feu au Stade de France | Johnny Hallyday          | Álbum ao vivo; guitarra                                 |
| 2000 | 100% Johnny Live à la Tour Eiffel       | Johnny Hallyday          | Álbum ao vivo; guitarra                                 |
| 2001 | Laundry Service                         | Shakira                  |                                                         |
| 2002 | Back in the U.S.                        | Paul McCartney           | DVD ao vivo; guitarra e baixo                           |
| 2003 | Back in the World                       | Paul McCartney           | DVD ao vivo; guitarra e baixo                           |
| 2004 | Blues to the Bone                       | Etta James               |                                                         |
| 2005 | Chaos and Creation in the Backyard      | Paul McCartney           |                                                         |
| 2005 | Paul McCartney in Red Square            | Paul McCartney           | DVD ao vivo; guitarra e baixo                           |
| 2005 | Mondo Magneto                           | Brian Ray                | Primeiro álbum solo                                     |
| 2005 | Undressing Underwater                   | Rusty Anderson           |                                                         |
| 2007 | The Space Within US                     | Paul McCartney           | DVD ao vivo; guitarra e baixo                           |
| 2007 | Le coeur d'un homme                     | Johnny Hallyday          | Guitarra                                                |
| 2007 | Memory Almost Full                      | Paul McCartney           |                                                         |
| 2008 | Pistola                                 | Willy DeVille            |                                                         |
| 2008 | Ca ne finira jamais                     | Johnny Hallyday          |                                                         |
| 2009 | Good Evening New York City              | Paul McCartney           | DVD ao vivo; guitarra e baixo                           |
| 2009 | All I Ever Wanted                       | Kelly Clarkson           | Guitarra                                                |
| 2010 | "This Way Up"                           | Brian Ray                | Álbum solo                                              |